# Toplotno ravnovesje
Toplôtno ravnovésje je v termodinamiki tako stanje sistema, pri katerem sistem s časom ne sprejema toplote iz okolice, niti je ne oddaja.
Ničti zakon termodinamike pove, da je stanje toplotnega ravnovesja tranzitivno in omogoča vpeljavo temperature kot količine, ki je enaka v vseh delih sistema, ki so v toplotnem ravnovesju.
Toplotno ravnovesje je poseben primer termodinamskega ravnovesja.